# Euphorbia spinosa
Euphorbia spinosa är en törelväxtart som beskrevs av Carl von Linné. Euphorbia spinosa ingår i släktet törlar, och familjen törelväxter.

## Underarter
Arten delas in i följande underarter:
- E. s. ligustica
- E. s. spinosa

## Bildgalleri

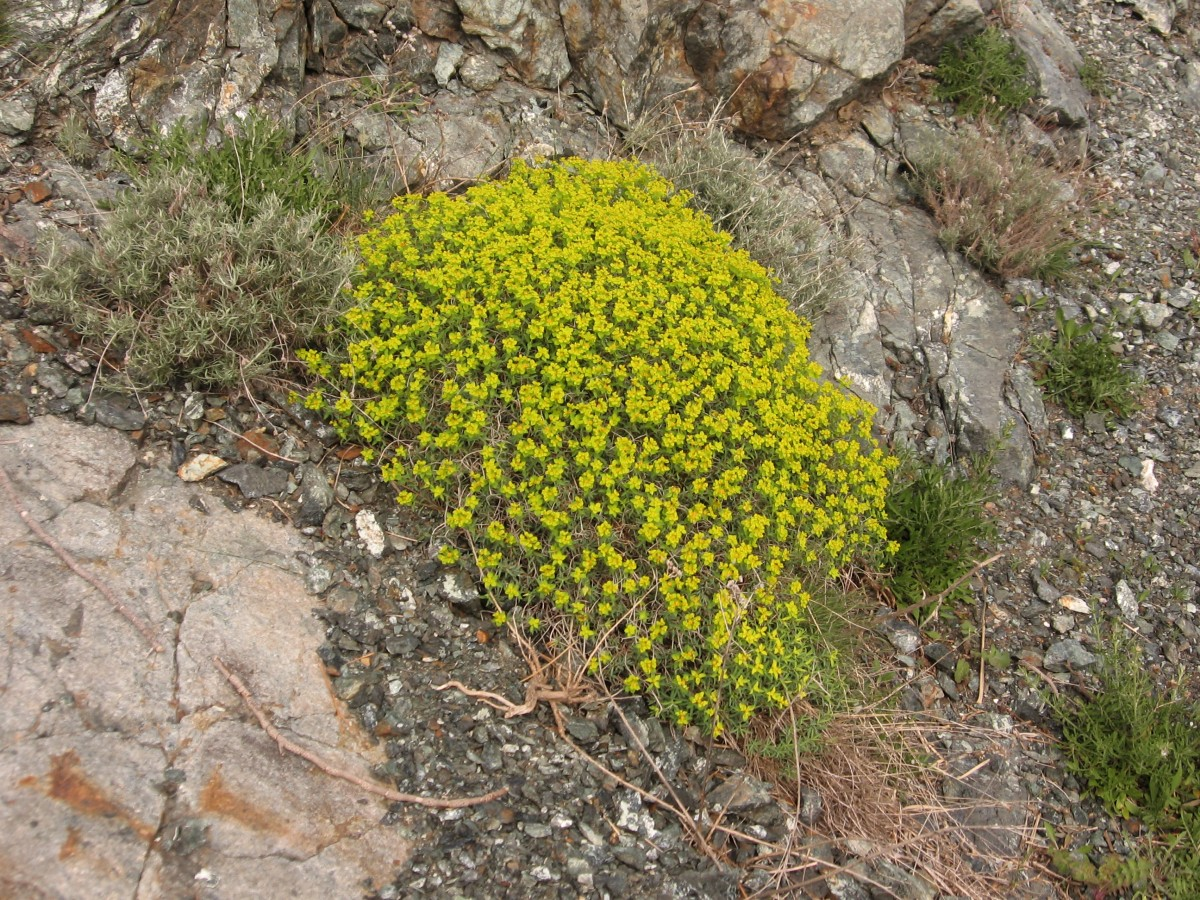
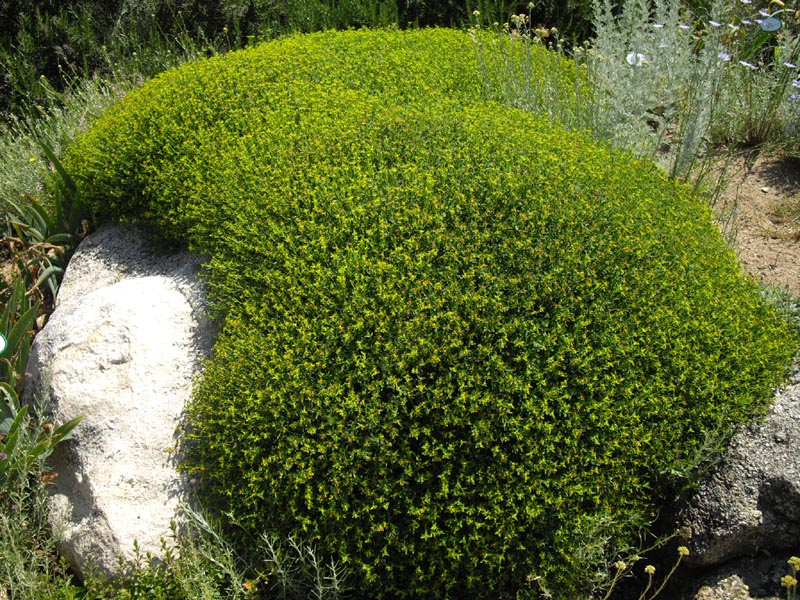
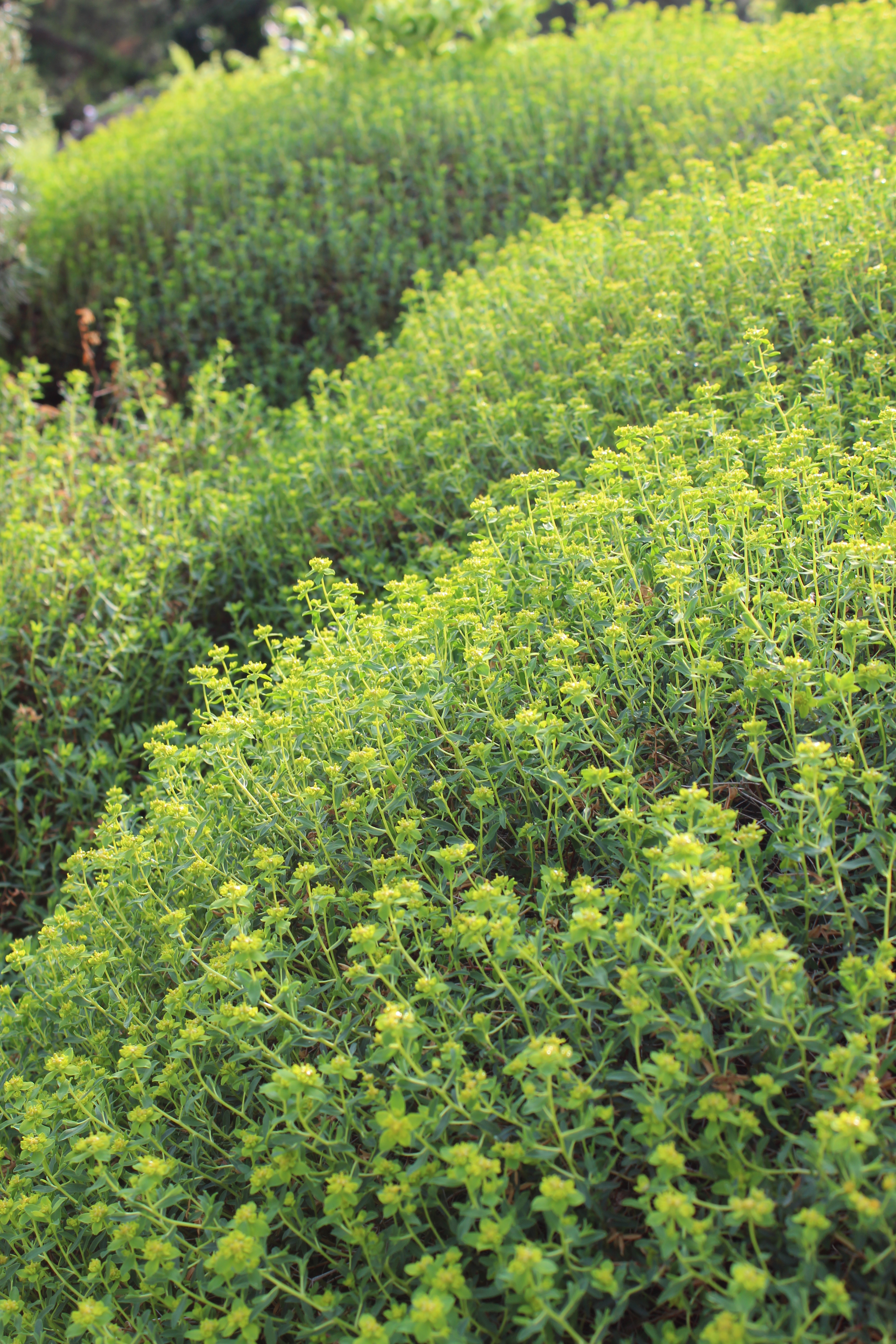
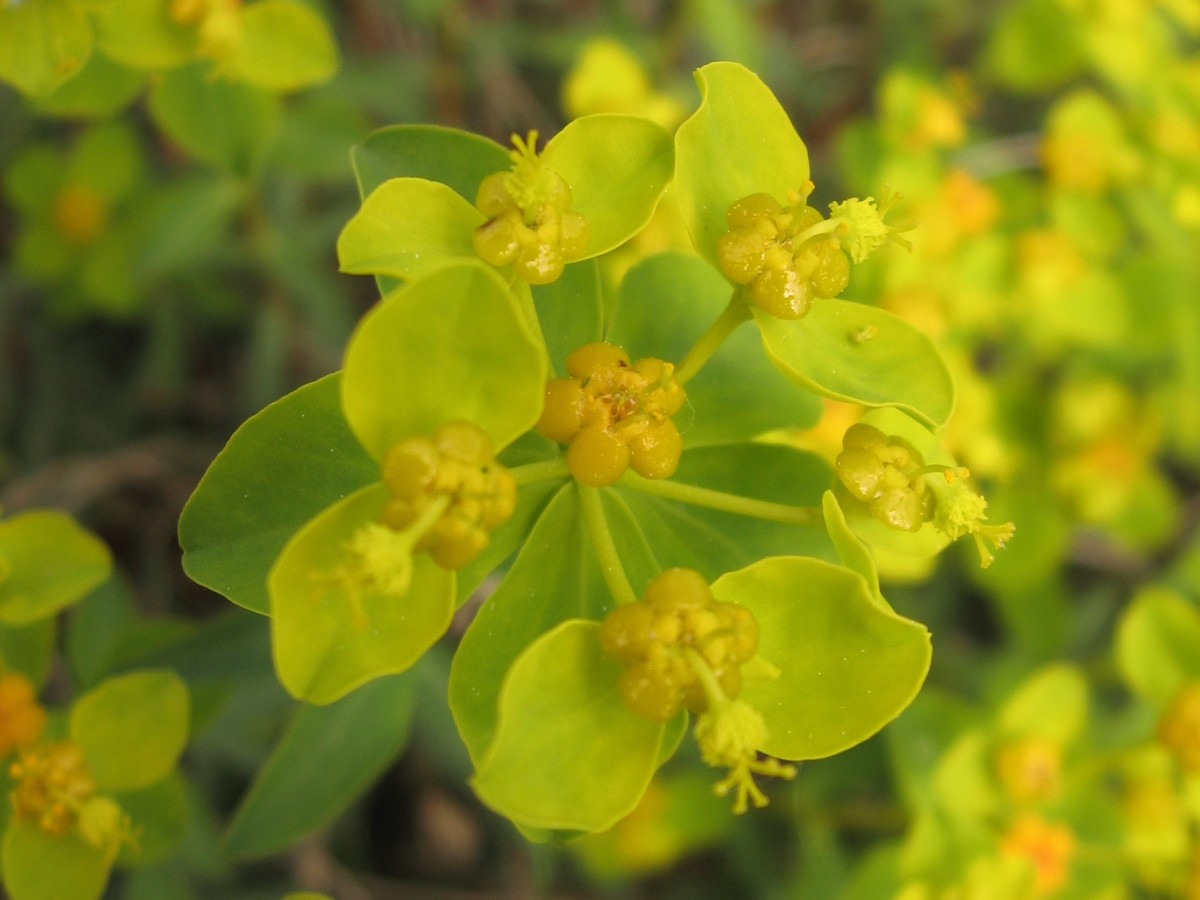
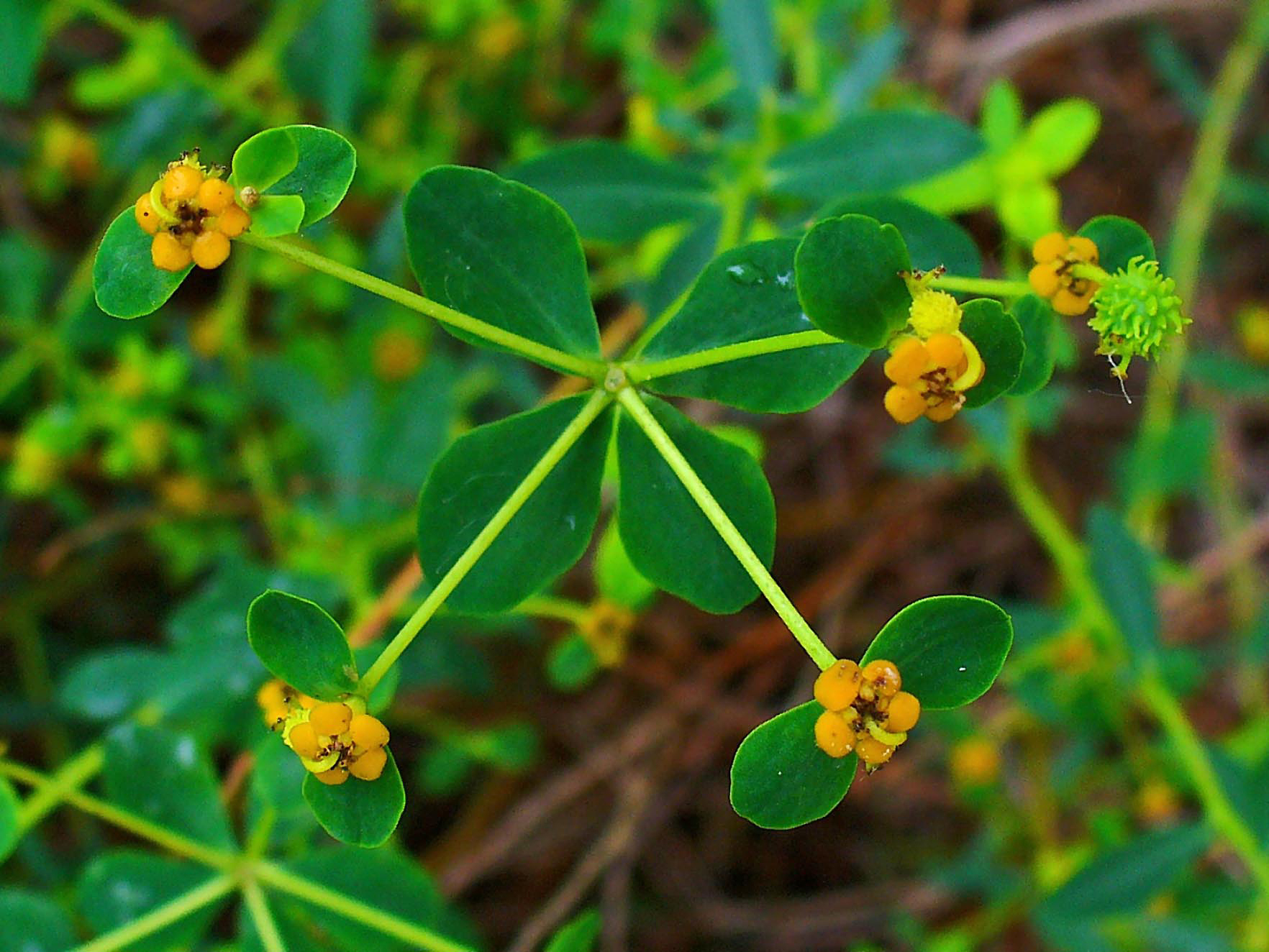
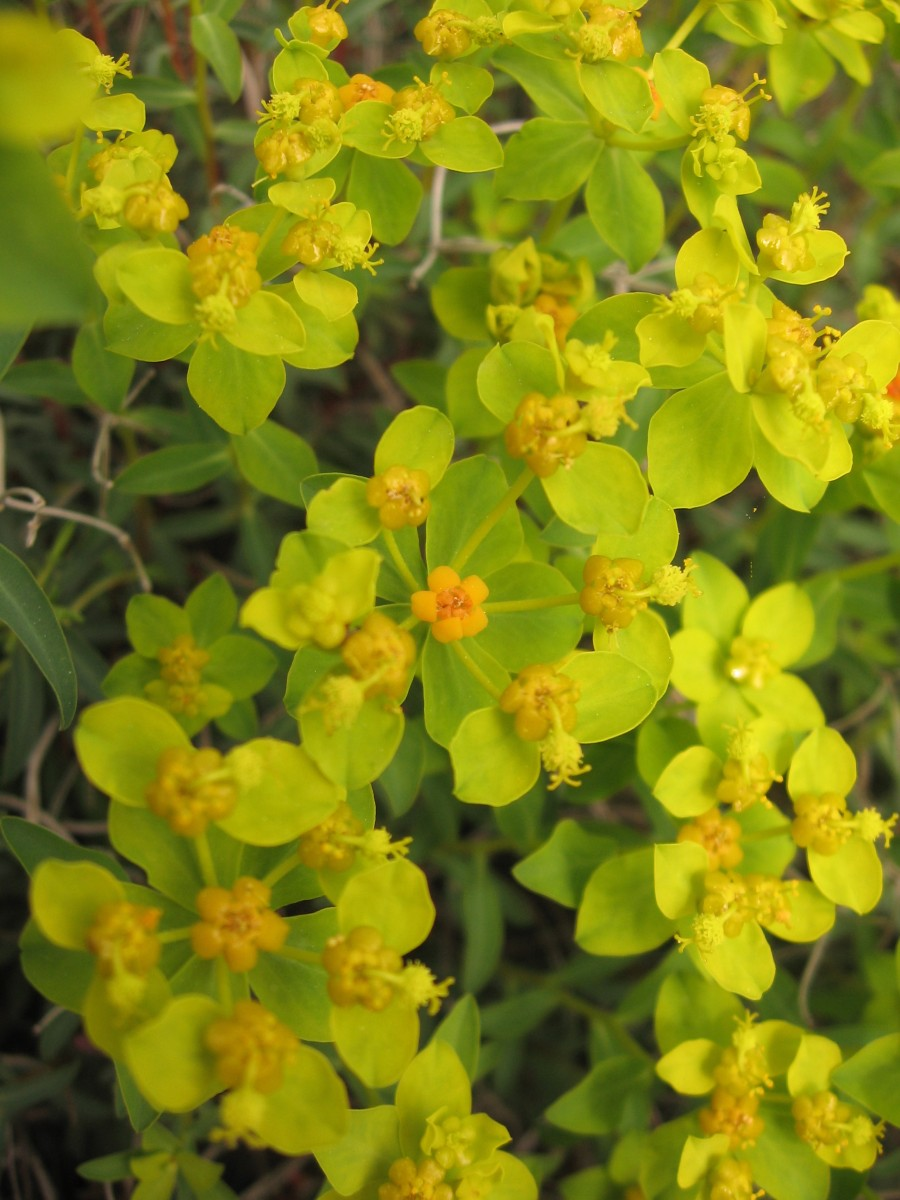